# Dereje Nedi
Dereje Nedi (10 ottobre 1955) è un ex maratoneta etiope.

## Biografia
Si è piazzato in settima posizione ai Giochi Olimpici del 1980; ha inoltre partecipato alla maratona dei Mondiali del 1983 (prima edizione di tale rassegna), a due coppe del mondo di maratona ed a varie edizioni di Mondiali di corsa campestre, Campionati africani e Giochi Panafricani (in queste ultime due rassegne sempre nella maratona).

## Palmarès
| Anno | Manifestazione      | Sede      | Evento         | Risultato | Prestazione | Note |
| ---- | ------------------- | --------- | -------------- | --------- | ----------- | ---- |
| 1978 | Giochi Panafricani  | Algeri    | Maratona       | Argento   | 2h23'08"    |      |
| 1980 | Giochi Olimpici     | Mosca     | Maratona       | 7º        | 2h12'44"    |      |
| 1981 | Mondiali di cross   | Madrid    | Corsa seniores | 13º       | 35'39"      |      |
| 1981 | Mondiali di cross   | Madrid    | A squadre      | Oro       | 81 p.       |      |
| 1982 | Mondiali di cross   | Roma      | Corsa seniores | 35º       | 34'55"      |      |
| 1982 | Mondiali di cross   | Roma      | A squadre      | Oro       | 98 p.       |      |
| 1983 | Mondiali            | Helsinki  | Maratona       | dnf       | dnf         |      |
| 1984 | Mondiali di cross   | New York  | Corsa seniores | 24º       | 34'09"      |      |
| 1984 | Mondiali di cross   | New York  | A squadre      | Oro       | 134 p.      |      |
| 1985 | Campionati Africani | Il Cairo  | Maratona       | Argento   | 2h25'41"    |      |
| 1986 | Mondiali di cross   | Colombier | Corsa seniores | 63º       | 37'04"      |      |
| 1986 | Mondiali di cross   | Colombier | A squadre      | Oro       | 119 p.      |      |
| 1987 | Giochi Panafricani  | Nairobi   | Maratona       | Argento   | 2h15'27"    |      |
| 1988 | Campionati Africani | Annaba    | Maratona       | Oro       | 2h27'51"    |      |

## Altre competizioni internazionali[1]
1977
- Argento alla Maratona di Atene ( Atene) - 2h14'49"[2]

1981
- Bronzo alla Maratona di Tokyo ( Tokyo) - 2h12'14"
- Oro alla Roma-Ostia ( Roma), 27,5 km - 1h21'20"[2]
- 5º alla Stramilano ( Milano) - 1h07'56"[2]
- 4º alla Cinque Mulini ( San Vittore Olona) - 30'04"[2]

1982
- 9º alla Maratona di Tokyo ( Tokyo) - 2h13'25"
- 4º alla Stramilano ( Milano) - 1h03'07"[2]

1983
- 4º alla Maratona di Tokyo ( Tokyo) - 2h10'39"

1984
- Oro ai Giochi dell'Amicizia ( Mosca) - 2h10'32"[2]
- Oro alla Maratona di Francoforte ( Francoforte sul Meno) - 2h11'18"
- 24º alla Cinque Mulini ( San Vittore Olona) - 33'15"[2]

1985
- 16º in Coppa del mondo di maratona ( Hiroshima) - 2h12'22"
- Bronzo a squadre in Coppa del mondo di maratona ( Hiroshima) - 6h32'46"
- 5º alla Maratona di Tokyo ( Tokyo) - 2h12'48"

1986
- 22º alla Maratona di Pechino ( Pechino) - 2h15'15"

1988
- 9º alla Maratona di New York ( New York) - 2h14'27"

1989
- Argento in Coppa del mondo di maratona ( Hiroshima) - 2h10'36"
- Oro a squadre in Coppa del mondo di maratona ( Hiroshima) - 6h37'20"
- Argento alla Maratona di Berlino ( Berlino) - 2h11'15"

1990
- 18º alla Maratona di Londra ( Londra) - 2h13'52"
- 23º alla Maratona di Berlino ( Berlino) - 2h15'54"[2]

1991
- 33º alla Maratona di Berlino ( Berlino) - 2h18'09"[2]